# Klaus Luig
Klaus Luig (* 11. September 1935 in Krefeld; † 25. April 2022) war ein deutscher Rechtshistoriker und Zivilrechtswissenschaftler.
Klaus Luig legte 1955 in Krefeld das Abitur ab. Er studierte Rechtswissenschaft von 1955 bis 1959 an den Universitäten Göttingen und Wien. Das erste Staatsexamen legte er 1959 am Oberlandesgericht Celle und das zweite Staatsexamen 1964 in Düsseldorf ab. An der Universität Göttingen wurde er 1963 bei Franz Wieacker mit einer Arbeit über die Geschichte der Zessionslehre promoviert. Von 1965 bis 1979 war er Referent am Max-Planck-Institut für europäische Rechtsgeschichte in Frankfurt am Main. Dort hatte er wesentlich Anteil an der Entstehung des Handbuchs der Quellen und Literatur der neueren europäischen Privatrechtsgeschichte. Seine Habilitation erfolgte 1978 bei Helmut Coing in Frankfurt am Main mit einer Schrift über den Usus modernus. 
Luig lehrte von 1979 bis 1984 als ordentlicher Professor für Bürgerliches Recht, Römisches Recht und Neuere Privatrechtsgeschichte an der Universität Passau. Von 1984 bis 2000 hatte Luig den Lehrstuhl für Bürgerliches Recht, Römisches Recht und neuere Privatrechtsgeschichte an der Universität zu Köln inne. Von 1997 bis 1999 war er dort Dekan der Rechtswissenschaftlichen Fakultät. Luig war seit 1990 ordentliches Mitglied der Nordrhein-Westfälischen Akademie der Wissenschaften. Von 1994 bis 2002 war er Fachgutachter der Deutschen Forschungsgemeinschaft für das Fach Rechtsgeschichte. Im Jahr 2005 verlieh ihm die Universität Verona die Ehrendoktorwürde. Zu seinen akademischen Schülern gehörten Tilman Repgen, Matthias Armgardt und Christoph Becker.
Seine Forschungsschwerpunkte waren Privatrechtsgeschichte, Römisches Recht, Naturrecht und die Judenverfolgung. Er veröffentlichte weit über 300 Publikationen. Seit 1974 war er Mitherausgeber der neu begründeten Zeitschrift für historische Forschung. Die Herausgeber der Zeitschrift setzten auf ein neues Periodisierungsmodell. Das Spätmittelalter wurde aus der traditionellen Mediävistik gelöst und mit der Frühen Neuzeit verbunden. Die Zeitschrift für Historische Forschung entwickelte sich zu der wohl führenden deutschen Fachzeitschrift für Spätmittelalter und Frühe Neuzeit.
Luig war verheiratet und Vater dreier Töchter. Er starb Ende April 2022 im Alter von 86 Jahren und wurde auf dem Friedhof Melaten beerdigt.

## Schriften
- ... weil er nicht arischer Abstammung ist. Jüdische Juristen in Köln während der NS-Zeit. Schmidt, Köln 2004, ISBN 3-504-01012-6.
- Römisches Recht, Naturrecht, nationales Recht (= Bibliotheca eruditorum. Internationale Bibliothek der Wissenschaften. Bd. 22). Keip, Goldbach 1998, ISBN 3-8051-0295-X.
- Zur Geschichte der Zessionslehre (= Forschungen zur neueren Privatrechtsgeschichte. Bd. 10). Böhlau, Köln u. a. 1966 (Zugleich: Göttingen, Universität, Dissertation, 1963).